# Phaenobezzia griseipennis
Phaenobezzia griseipennis är en tvåvingeart som först beskrevs av Clastrier 1958.  Phaenobezzia griseipennis ingår i släktet Phaenobezzia och familjen svidknott.
Artens utbredningsområde är Senegal. Inga underarter finns listade i Catalogue of Life.